# Nakheel Properties
Nakheel Properties (Nakheel, arabe : نخيل : « palmiers ») est un groupe immobilier, filiale de Dubai World, société d'investissement contrôlée par le gouvernement de l'émirat de Dubaï, aux Émirats arabes unis.
Cette société est la créatrice de plusieurs projets immobiliers à Dubaï qui sont parmi les plus ambitieux au monde, tel que :
- l'aménagement du front de mer par la création d'archipels artificiels comme Palm Islands, Dubaï Waterfront, The World et The Universe.
Ses projets résidentiels incluent notamment celui qui est baptisé Nakheel Harbour and Tower comprenant : The Gardens, International City, Jumeirah Islands et Jumeirah Lake Towers. Celui-ci devait initialement aussi comporter la Nakheel Tower qui était appelé à devenir le plus haut gratte-ciel au monde avec ses 1 400 mètres et ses 228 étages. Ce dernier projet a été définitivement abandonné pour raison financière.
- la création de centres commerciaux sont Dragon Mart (à International City) et Ibn Battuta Mall.

Son principal compétiteur immobilier à Dubaï est Emaar Properties[réf. nécessaire].
En 2018, la société signe le contrat pour développer le projet Deira Mall, le plus grand centre commercial dans la région.

## Histoire
En novembre 2009, des rumeurs de défaut de paiement d'une dette de 3,5 milliards USD due le 14 décembre par Nakheel provoque une série de transactions financières mettant en difficulté les sociétés de Dubaï.